# Гутна-Весь
Гутна-Весь (пол. Hutna Wieś, нім. Huttendorf) — село в Польщі, у гміні Добрч Бидґозького повіту Куявсько-Поморського воєводства.
У 1975-1998 роках село належало до Бидгощського воєводства.